# 황태현
황태현(黃泰顯, 1999년 1월 29일 ~ )은 대한민국의 축구 선수이다. 포지션은 수비수로 현재 K리그2의 서울 이랜드 FC 소속이다.

## 클럽 경력
황태현은 전라남도 광양시 출신으로, 전남 드래곤즈 산하의 학교인 광양제철남초등학교, 광양제철중학교, 광양제철고등학교를 졸업했다. 졸업 후 전남 드래곤즈 입단을 기대했었지만 그는 최덕주 감독이 지휘봉을 잡고 있는 중앙대학교를 입학했다.
2018년 중앙대학교 중퇴 후 K리그 챌린지의 안산 그리너스 FC에 입단했다.
2020시즌을 앞두고 K리그1의 대구 FC에 입단했다.
2021시즌을 앞두고 김선민과 함께 서경주와 트레이드 되면서 서울 이랜드 FC로 이적했다.

## 국가대표 경력
2015년 FIFA U-17 월드컵 대표팀에서 활약했으며 2019년 FIFA U-20 월드컵에서는 주장을 맡아 전경기에 출장해 준우승에 기여했다.

## 예능
- 2019년 7월 3일 MBC 《황금어장 라디오스타》 624회

## 수상

### 팀
대한민국 U-17
- AFC U-16 챔피언십 준우승: 2014

#### 대한민국 U-20
- AFC U-19 아시안컵 준우승: 2018
- FIFA U-20 월드컵 준우승: 2019